# Jardí Botànic Tropical Pinya de Rosa
El Jardí Botànic Tropical Pinya de Rosa és un jardí del municipi de Blanes (la Selva) que forma part de l'Inventari del Patrimoni Arquitectònic de Catalunya.

## Descripció
Es tracta d'un jardí botànic, la col·lecció del qual comprèn més de 7.000 espècies classificades en molts gèneres, si deixem de banda la flora autòctona de l'entorn. Hi ha exemplars de cactus de diversos metres d'alçada, i hi ha una gran quantitat d'espècies, totes adequadament classificades. Per augmentar la col·lecció, cada any s'hi sembren unes 1.500 llavors, entre les noves i les repetides. El seu fundador, Ferran Rivière de Caralt, va procurar sempre que les col·leccions tinguessin un caràcter d'ordenació sistemàtica per grups de gèneres, procurant que les plantes corresponguessin a les descripcions originals. Amb el temps, el jardí va adquirir fama internacional, i és molt visitat per botànics d'altres països.
El jardí va ser dissenyat per Joan Mirambell, a instància del propietari, l'enginyer industrial Ferran Riviere de Caralt. L'edificació que centra la finca, el Mas del Sol, va ser projectada per l'arquitecte Ramon Duran i Reynals i lleugerament modificada després. Dintre de l'espai físic del jardí botànic, hi ha diverses edificacions: en primer lloc, a l'entrada del jardíhi ha la dependència que fa les funcions de biblioteca. En segon lloc, baixant, hi ha dues residències senyorials. I a la part més inferior del jardí, hi ha un estany petit davant d'una casa que té, per una banda, un porxo rústic sense voltes, simplement cobert amb troncs de fusta i, per l'altra, un conjunt d'escultures, còpies en marbre d'obres clàssiques famoses.

## Història
Quan l'any 1941, l'industrial Ferran Rivière de Caralt va anar a estiuejar a Blanes, amb la seva família, va quedar gratament sorprès per tot l'entorn de Blanes, però allò que el va entusiasmar més va ser el racó de l'Agulla, fins al punt que va estudiar la possibilitat de comprar-hi terrenys per a construir-hi una torre. Un dels seus amics, Josep Soteras Riba, el va acompanyar a casa de Francesc Barreras, propietari dels terrenys, que llindaven amb la platja. Vvan arribar a un acord i el gener de 1945 Barreras li va vendre la vinya de s'Agulla. Els veïns d'en Barreras, assabentats de les bones condicions del comprador, varen oferir també les seves vinyes a Rivière, el qual va començar a comprar les de’n Portés, Nonell, Balliu, Bosch i Pere Puig. Rivière i Pere Puig i Llensa es van fer amics, i l'amistat va acabar fent que en Pere fos l'assessor i l’intermediari en les futures compres d'altres terrenys. El projecte Rivière era agrupar i condicionar les finques que comprava per fer-ne una unitat de conreu i esbargiment, i tot seguit es van començar les obres. Rivière va anar seguint amb entusiasme l'ampliació del jardí, amb molts anys de treball ininterromput. La sistemàtica col·lecció d'aloes i àgaves amb el temps va fer-se coneguda en els cercles cactològics internacionals. Aquest treball el va portar a terme personalment Rivière.
El 2003 la Generalitat de Catalunya va declarar el Jardí Botànic Tropical Pinya de Rosa Paratge Natural d'Interès Nacional, i el 2006 va dictar el Decret que el delimita, una antiga reivindicació de l'Associació Pinya de Rosa. El 2008 un empresari rus el va comprar, però no va arribar a un acord amb l'ajuntament de Blanes per a ampliar-ne la casa, i va tancar el jardí al públic. El 2014 es va constituir la junta rectora de Pinya de Rosa, formada per representants de la Generalitat, el Consell Comarcal de la Selva, l'Ajuntament de Blanes, el propietari i l'Associació Ecologista Pinya de Rosa per tal de redactar el pla especial que ha de determinar el futur de l'espai. Posteriorment es va obrir al públic.